# Yponomeuta evonymella
Yponomeuta evonymella là loài bướm thuộc họ Yponomeutidae. Sải cánh dài 16 đến 25 mm. Bướm bay từ tháng 7 đến tháng 8. Nó có thể được tìm thấy ở toàn châu Âu, miền bắc và miền đông châu Á.

## Hình ảnh

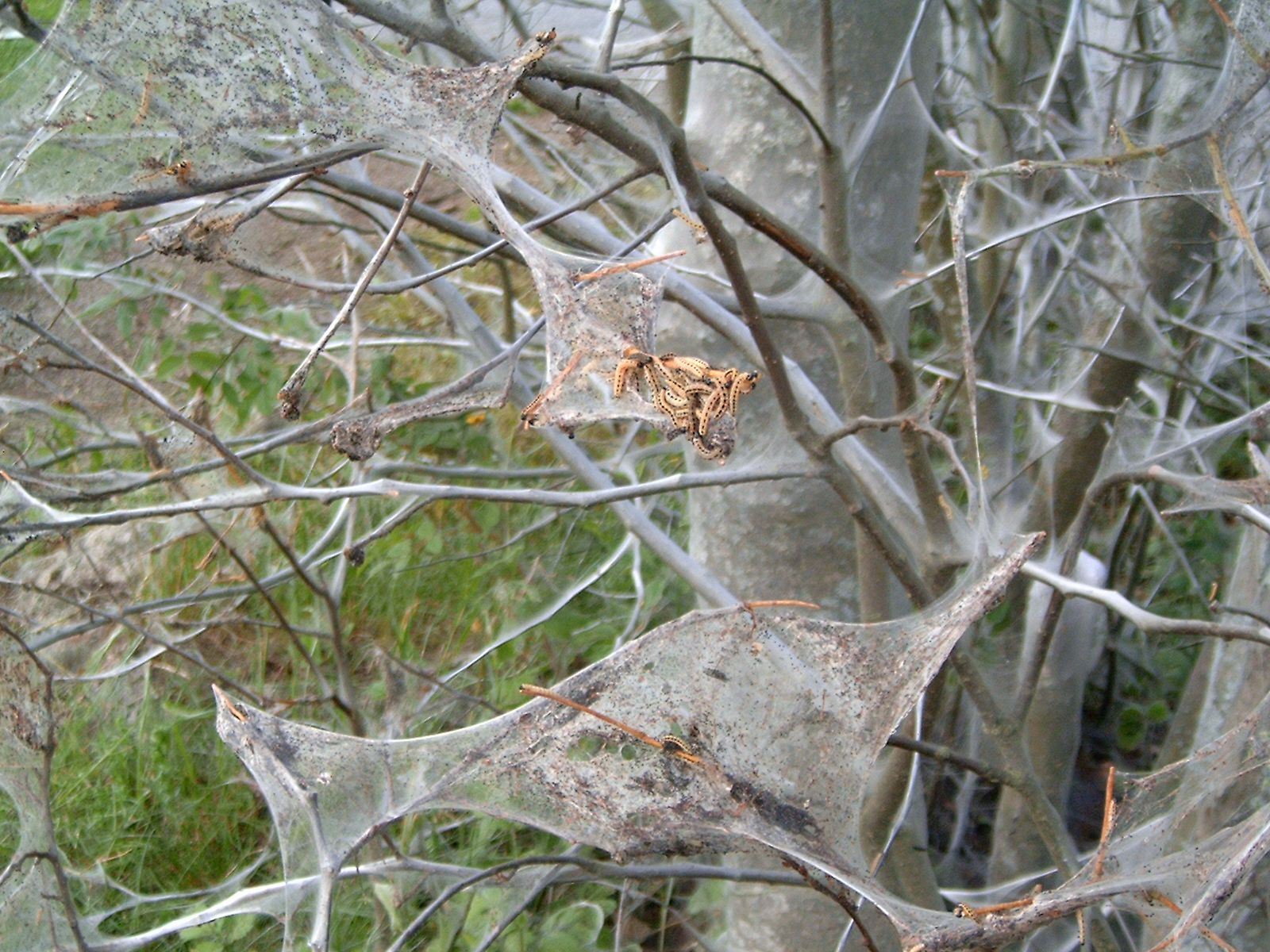
Hư hại gây ra bởi sâu bướm
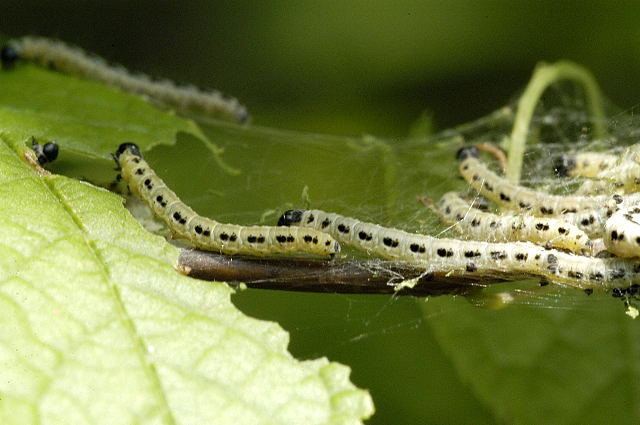
Sâu bướm
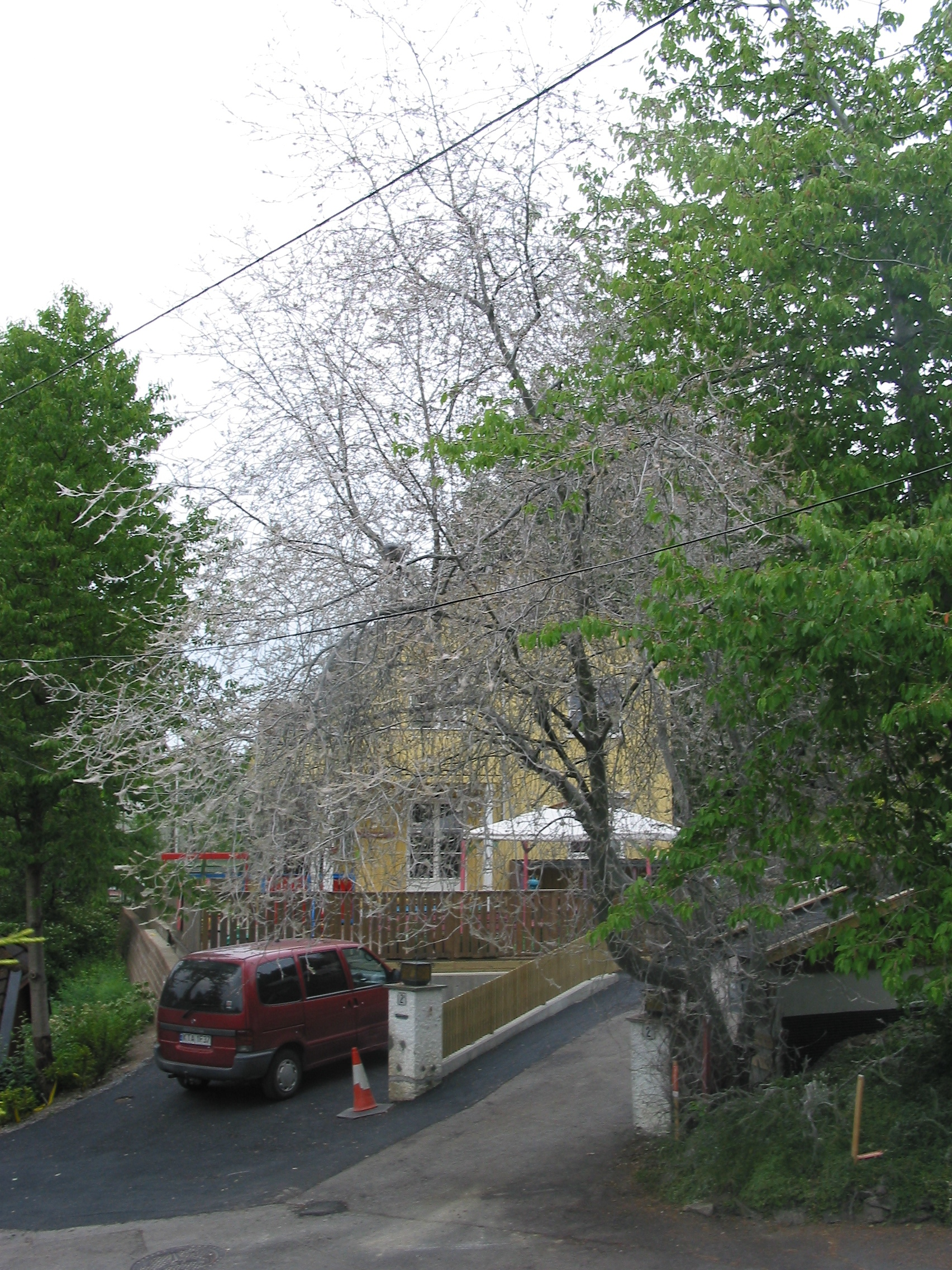
Cây bị tấn công so với cây lành